# 400 TCN
400 TCN là một năm trong lịch La Mã.